# Sensu lato
Sensu lato of lato sensu (afgekort s.l.), ook wel sensu amplo, is een Latijnse frase die in het algemeen "in brede zin" betekent, en is het tegenovergestelde van sensu stricto ("in strikte zin"). 

## Biologie
De frase wordt in de taxonomie gebruikt voor de ruimste vorm van een taxon: zo wordt binnen de muizen en ratten van de Oude Wereld het geslacht Rattus zelf vaak aangeduid als Rattus sensu stricto, terwijl het geslacht met alle verwante geslachten aangeduid wordt als Rattus sensu lato.
Sensu lato wordt dikwijls gebruikt om naar een oorspronkelijke taxon te verwijzen, nadat er nieuwe taxa van werden afgesplitst. Zo verwijst Ophrys fusca s.l. naar de originele beschrijving van de soort uit 1799, terwijl ze ondertussen is opgesplitst in een tiental nieuwe soorten waaronder Ophrys fusca s.s..
De term wordt ook wel gebruikt om voor een soort het onderscheid te maken met de nominotypische ondersoort. Binnen de soort huismuis (Mus musculus sensu lato) kan de ondersoort noordelijke huismuis (Mus musculus musculus) bijvoorbeeld worden aangeduid als musculus sensu stricto.